# Friedrich Fischer (inventor)
Friedrich Fischer (Schweinfurt, 19 de marzo de 1849-Ibidem, 2 de octubre de 1899) fue un inventor e industrial alemán. Considerado el padre del rodamiento de bolas moderno, inventó el proceso para amolar bolas de rodamiento estándar en 1883, convirtiendo a la ciudad alemana de Schweinfurt en el centro de la industria mecánica que se desarrolló a partir de su invento.

## Semblanza
Fischer diseñó la amoladora de bolas, una máquina que permite fabricar bolas de acero con esférica de alta precisión en grandes volúmenes por primera vez. Gracias a esta innovación, sentó las bases para toda la industria de rodamientos, lo que significó el inicio en la ciudad de Schweinfurt de la historia de éxito mundial de la industria de los rodamientos de bolas.
Poco después de diseñar su máquina, en 1883 fundó la empresa que contribuyó en primera instancia a la difusión masiva internacional de los rodamientos de bolas. A continuación se señalan cronológicamente los principales hitos de su trayectoria profesional:
- 1890: El 17 de julio, Fischer recibió la patente para su máquina rectificadora de bolas de Kaiserliches Patentamt.
- 1895: La Oficina Imperial de Patentes del Reino Unido otorgó a Fischer la patente número 10925A para su máquina de amolado y rectificado de bolas.[2]
- 1896: Fischer solicita permiso para construir una nueva planta cerca de la estación de tren en Schweinfurt, un paso hacia una nueva dimensión industrial. La nueva planta produce 10 millones de bolas por semana. La empresa se constituye un año después.
- 1899: Friedrich Fischer sufrió un derrame cerebral y murió a la edad de 50 años el 2 de octubre de aquel año. No tuvo hijos. Con la muerte del empresario, sus 400 empleados perdieron al principal impulsor de la compañía. La situación financiera del negocio empeoró, lo que también se debió a la persistente crisis en la industria de los rodamientos, causada por la sobreproducción, la presión competitiva, y los litigios sobre los derechos de patente.
- 1905: El 29 de julio, la marca FAG se registró en la oficina de patentes de Berlín. La marca registrada FAG es el acrónimo de Fischers Aktien-Gesellschaft.

Hoy en día, la marca FAG es propiedad del Grupo Schaeffler, y está protegida en más de 100 países.

## Imágenes
|  |  |  |  |

|  |  |  |  |